# Eois ocultata
Eois ocultata är en fjärilsart som beskrevs av Paul Dognin 1916. Eois ocultata ingår i släktet Eois och familjen mätare. Inga underarter finns listade i Catalogue of Life.